# 落合英二 (薬学者)
落合 英二（おちあい えいじ、1898年6月26日 - 1974年11月4日）は、日本の薬学者、薬化学者。東京大学名誉教授。
埼玉県浦和市生まれ。
千葉師範学校附属小学校、千葉県立千葉中学校を卒業後、仙台の第二高等学校に入学する。東京帝国大学医学部薬学科卒業。東京帝国大学医学部薬学科薬化学教室第三代教授。アルカロイド、塩素化含窒素複素芳香環化合物について研究、その結果として、多数の新化合物を登場させた。1969年文化勲章受章。
1928年 東京大学 薬学博士 学位論文の題は「シノメニンの構造論」。 

## 生涯
1898年6月26日　教育家落合初太郎の三男として埼玉県浦和で生誕、母はノブ。幼時は虚弱であったが、植物採集に熱中して健康になった。
1911年3月、千葉師範学校付属小学校卒業。4月、千葉県立千葉中学校入学。1916年3月、県立千葉中学校卒業。9月、第二高等学校二部乙類入学、2年の時安田教授の指導で地衣の新種チレア属を発見、3年の夏休にチフスで命びろいをする。
1928年12月、光代と結婚。1945年5月24日、空襲爆撃によって自宅を羅災する。1947年3月、このころ小石川茗荷谷の新居に移る。
1966年8月、都内の喧噪を避けて鎌倉東御門の新居に移る。鎌倉に移ってからも、公的な活動は続いたが、鎌倉市民への植物同好会「ミチクサ会」では、植物好きの落合は、時には専門的な知識を発揮して指導に当たり、地元の中学・高校の先生たちとも親交を深め、自ら蒐集した変形菌の標本は、若い人々が活用されるよう、県立博物館に補完され、彼の遺志を伝えている。
1972年10月、体調を崩して入院を迫られる。11月、虎の門病院に入院。12月に手術。1973年1月、退院して静養。
1974年7月、喜寿を祝う薬化学の会に招かれ、喜色満面で応対された。9月30日、宿痾が再発され入院加療に努めるが及ばず。11月4日、満76歳で死去。生前の勲績により、従三位に叙され、勲一等瑞宝章を授けられた。
11月15日　青山斎場で告別式が営まれた。鎌倉の霊園に墓がある。

## 研究業績
落合英二は、近代薬学の開祖として知られる長井長義を初代とする、東京帝国大学医学部薬学科・薬化学教室の継承者（二代近藤平三郎を経て、三代目となる）である。
落合が研究に励んだのは、昭和の初期から、第二次大戦の戦前・戦後に至る激動の時代で、物資・エネルギーなどが不足していたので、研究環境には恵まれなかった。しかし、長井長義以来の伝統を発展させ、また多くの優れた研究者を育成した。
1925年5月、医学部薬学科助手に任命され、教室伝統の苦参塩基マトリンの研究に着手し、翌年12月　防巳科植物採集のため台湾に渡航、危険を冒して山岳を跋渉して大量の採集に成功し、また新種を発見する。1928年11月、シノメニンの構造研究により、薬学博士の学位を授与される。
1930年3月、助教授となり、7月、ドイツに留学を命ぜられる。9月9日、シベリア鉄道で訪独の途に上る。11月、フライブルク大学のProf.Staudinger(高分子化学の発見者、1953年ノーベル化学賞受賞)の研究室で指導を受け、有機化学の精髄を胆に銘じる。
1931年7月、約束の期限で、Prof.Staudinger の研究室を辞去する。
9月、オーストリアのグラーツ大学で微量化学の原理と微量分析の講習を受け、留学の土産として微量元素分析の機器一式を購入した。11月、ボン大学総Prof.Pfeifferの研究室で、錯塩、複塩、有機分子化合物などの実験研修を受ける。
1932年9月、2年間の留学から帰国。1933年4月、国内で初めてとなる有機ミクロ分析を開始する。
1938年3月、東京帝国大学教授就任、薬化学講座担任を継承する。4月、落合教授の研究指導は、伝統の苦参塩基マトリンに次いで、マラリアの特効薬として、軍用の規那塩基研究が緊急の課題となる。
さらに新構想で世界的な業績に発展する”芳香環状異項環”の研究が開始される。
1944年5月「芳香属複素環塩基の研究」により、帝国学士院賞を受章する。経験的なパラメーターを使用する定性的な理論として知られる「有機電子論」の実用化を図る。「電子論」による考察によって、芳香族含窒素異項環をN-oxideとすれば、その反応活性が著しく増大することを理論的に推論し発展させた。
1950年11月、この頃より外国文献の入手が可能となる。またアコニット属アルカロイドの新しい研究分野に着目した。1951年8月中旬、アコニット研究資料を収集するために岡本敏彦助教授と教室員を同伴して、那須大丸温泉周辺の山岳地帯を跋渉した。1952年8月、佐渡の山地でアコニットを採集する。1953年8月、本州の最北端下北周辺のアコニットを採集する。
1959年3月、定年退官を迎え、最終講義の演題は、「キナ塩基誘導体の研究」、「落合英二教授報文目録」（460編の論文目録）が発行された。3月31日、東京大学教授退官。5月、東京大学名誉教授の称号を授与される。

## 学会および公的活動
落合は、薬学と接する多くの研究分野をもつ学会や、その他公的な事業に力を注いだ。第二次大戦前後の激動の時代には、戦時研究であるマラリア特効薬のキニーネ誘導体の研究にも関わり、1942年7月に陸軍技術本部第七研究所兼務を命じられる。また戦後は進駐軍と接触する機会も得て交流が生れた。
1946年6月5日、科学者たちがGHQから東京会館における夕食会に招かれ、科学連絡調整機関について懇談する。1946年7月25日、日本学士院の小委員会に出席して科研費の分配を決す。夕刻工業クラブに朝比奈・近藤・落合・菅沢・石館・秋谷6教授がGHQのアダムズ教授に招かれる。
1955年4月6日、2日後に控えた日本薬学会創立75年記念式典委員長として準備万端に奔走する。4月8日の記念式典は会場を埋めた出席者に薬学発展の希望を与え、戦後における日本の薬学復興の転機となる。
1955年7月、チューリッヒで開催される第18回IUPAC総会に日本学術会議代表として出席するため、7月9日羽田空港を発ち、7月11日フランクフルト着、旧友たちの歓迎を受ける。7月13日、近藤平三郎名誉教授の旧友であるダルムシュタット工科大学のショフ教授に招かれ、新装の講堂で講演を行なう。8月13日帰国。
1956年4月7日、日本薬学会第76回総会において会頭に選任される。1957年4月2日、ノーベル化学賞受賞者ヘルマン・シュタウディンガー博士夫妻を日本に招待した高分子学会に協力した落合は、博士夫妻を羽田に出迎えて帝国ホテルに案内する。 1958年4月高分子学会理事に就任。
1958年9月1日、財団法人乙卯研究所所長就任。1960年2月、理化学研究所招聘研究員嘱託。1960年4月4日、日本薬学会名誉会員に推薦される。7月1日ドイツ薬学会名誉会員に推薦される。1961年11月27日、瓜生宮内庁次長より翌年正月講書始の儀で進講者の控となること正式に依頼され受諾する。
1963年1月8日、講書始では「アルカロイドについて」と題して、30分で進講する。
1965年1月12日、日本学士院会員に選ばれる。1966年4月29日、アメリカ薬学アカデミー名誉会員に推薦される。
1966年9月7日、玉川に新築した乙卯研究所落成式挙行。1967年8月24日、Aromatic Amine Oxides がアムステルダムのElsevier出版から発刊され、高い評価を受けた。1968年3月、財団法人乙卯研究所所長を辞任。11月3日、秋の叙勲で勲二等瑞宝章受章。
1969年11月3日、文化勲章受章、文化功労者となる。1972年2月、東京渋谷の「長井記念館」（薬学会館）の竣工落成式を迎え、建設委員長として「長井記念館由来の記」を起草した。